# Enrique Sanz
Enrique Sanz Unzue (Orcoyen, 11 de septiembre de 1989) es un ciclista español que fue profesional entre 2011 y 2021.

## Trayectoria
Dio el salto al profesionalismo en el año 2011, de la mano del equipo Movistar Team. En la temporada 2016 fichó por el conjunto Southeast. En 2017, y con algunas dificultades para encontrar equipo, acabó encontrando acomodo en el Team Raleigh-GAC.
En el año 2020, el ciclista de Orcoyen fichó por el equipo Kern Pharma, estructura profesional del amateur Equipo Lizarte, en la que militó durante las campañas 2008, 2009 y 2010 antes de dar el salto al Movistar Team. Estuvo dos años en este equipo y en septiembre de 2021 anunció su retirada.

## Palmarés

### Ruta
2011
- 1 etapa de la Vuelta a la Comunidad de Madrid

2018
- 1 etapa de la Vuelta a Portugal

2019
- 3 etapas de la Vuelta al Alentejo
- 1 etapa de la Vuelta a Castilla y León
- 1 etapa del Trofeo Joaquim Agostinho

2020
- 1 etapa de la Belgrado-Bania Luka

2021
- 1 etapa de la Vuelta al Alentejo

### Pista
2017
- Campeonato de España de Velocidad por equipos (con Juan Peralta Gascón y Sergio Aliaga)

## Equipos
- Movistar Team (2011-2015)
- Southeast (2016)
- Team Raleigh-GAC (2017)
- Euskadi Basque Country-Murias (2018-2019)
- Equipo Kern Pharma (2020-2021)